# Верхнее Чистяково
Ве́рхнее Чистяко́во — упразднённая в 2020 году деревня Великоустюгского района Вологодской области России.
Входила в состав Верхневарженского сельского поселения, с точки зрения административно-территориального деления — в Верхневарженский сельсовет.
Расстояние по автодороге до районного центра Великого Устюга — 77 км, до центра муниципального образования Мякинницыно — 7 км. Ближайшие населённые пункты — Нижнее Займище, Нижнее Чистяково, Пасная.
По данным переписи в 2002 году постоянного населения не было.